# Michael Altripp
Michael Altripp (* 1963 in Wiesbaden) ist ein deutscher Byzantinist und Kunsthistoriker für spätantike und byzantinische Kunst.

## Leben
Er besuchte das Internat Schule Birklehof. Er hatte ein Reise-Stipendium der Europäischen Organisation für Reisestudien (ZIS; gefördert durch Studienstiftung des deutschen Volkes und die Deutsche UNESCO-Kommission) mit dem Thema „Burgen der Katharer in Südfrankreich“. Er war Soldat auf Zeit (zwei Jahre) der Bundeswehr in einem NATO-Hauptquartier. Er studierte in Köln, München und Bonn: Byzantinistik (Hauptfach), Osteuropäische Geschichte, Mittlere und Neuere Geschichte (sowie Slavistik, Byzantinische Kunstgeschichte, Allgemeine Kunstgeschichte, Orthodoxe Theologie); Abschluss mit der Magisterarbeit Die Bildhaftigkeit der Liturgiekommentare von Maximos Confessor bis Symeon von Thessalonike und im Zweitstudium in Bonn und Mainz Christliche Archäologie und Byzantinische Kunstgeschichte (Hauptfach), Allgemeine Kunstgeschichte, Mittlere und Neuere Geschichte. Nach der Habilitation 2003 an der Theologischen Fakultät der Universität Greifswald lehrt er seit 2011 als außerplanmäßiger Professor an der Theologischen Fakultät in Greifswald. Er hatte einen einjährigen Forschungsaufenthalt in Athen durch ein Stipendium der State Scholarship Foundation of Greece.
Seine Forschungsschwerpunkte sind Theologie (u. a. Kult) und Kunst in spätantiker und byzantinischer Zeit (u. a. Altes Testament, Theosis); Ikonographie (u. a. Bildprogramme); Architektur und Liturgie (Liturgie-Kommentare) und Surveys.

## Publikationen (Auswahl)
- Die Prothesis und ihre Bildausstattung in Byzanz unter besonderer Berücksichtigung der Denkmäler Griechenlands. Frankfurt am Main 1998, ISBN 3-631-32382-4.
- mit Claudia Nauerth: Architektur und Liturgie. Akten des Kolloquiums vom 25. bis 27. Juli 2003 in Greifswald. Wiesbaden 2006, ISBN 3-89500-474-X.
- Byzanz in Europa. Europas östliches Erbe. Akten des Kolloquiums „Byzanz in Europa“ vom 11. bis 15. Dezember 2007 in Greifswald. Turnhout 2011, ISBN 2-503-54153-4.
- Die Basilika in Byzanz. Gestalt, Ausstattung und Funktion sowie das Verhältnis zur Kreuzkuppelkirche. Berlin 2013, ISBN 3-11-026502-8.